# アシェットブックス
アシェットブックス（Hachette Books）は、アシェットの出版部門の一つであるペルセウス・ブックス・グループのインプリント（社内ブランド）である。大人向けの大衆向け小説やノンフィクションを発刊している。
1990年にウォルト・ディズニー・カンパニーによってハイペリオンブックス（Hyperion Books）として設立された。
アシェットは、ディズニーからハイペリオンブックスを購入したことで、ミッチ・アルボムの『天国の五人』などの250冊のベストセラー小説を含む千冊以上のバックリストを獲得した。

## 歴史

### ハイペリオンブックス

ハイペリオンブックスのロゴ

ハイペリオンブックスは、1990年に、ディズニー社の当時のCEOであるマイケル・アイズナーとロバート・S・ミラーの下で、バックリストなしでゼロから設立された。社名は、1939年以前までウォルト・ディズニー・スタジオがあったハイペリオン通りに因むものである。ハイペリオンブックスの戦略は、既存の出版社からバックリストを購入するのではなく、新人、または、あまり知られていない著述家を発掘して、「ディズニー社の資本とする」ことだった。同じ年にハイペリオンブックス・フォー・チルドレン（Hyperion Books for Children、HBC）とディズニープレス（DisneyPress）も立ち上げられた。1992年1月にディズニー・パブリッシング・グループ（現：ディズニー・パブリッシング・ワールドワイド）が設立され、すでに設立されていたハイペリオンブックス、HBC、ディズニープレスなどの出版部門がここに含まれた。ハイペリオンブックスは、1994年に俳優ティム・アレンの"Don't Stand Too Close to a Naked Man"が110万部を売り上げるまで、赤字が続いていた。1995年3月、HBCはディズニープレスと合併した。1998年9月7日、HBCはアフリカ系アメリカ人の子供向けの"Jump at the Sun"という新しいインプリントを開始した。
1999年4月9日、ハイペリオンブックスは、ディズニー–ABC テレビジョン・グループ（現：ウォルト・ディズニー・テレビジョン）に譲渡された。
2004年5月14日、ハイペリオンブックスとタイム・ワーナーは、ワーナーの新しいインプリントであるワーナーブックスの2005年春からの出版・販売契約に合意した。

### アシェットブックス
2013年6月28日、アシェットはディズニーからハイペリオンブックスを買収することを発表した。この取引でアシェットは、ミッチ・アルボムやマイケル・J・フォックスの作品を含むハイペリオンの大人向け市場の図書販売目録と、出版予定の25冊の書籍を引き受けた。ハイペリオンが保有していたディズニー＝ABCテレビジョン・グループのプロパティに関連する書籍とヤングアダルトのタイトルは、ディズニー・パブリッシング・ワールドワイド内のインプリント「ディズニー＝ハイペリオン」に移管された。2014年3月12日、ハイペリオンブックスはアシェットブックス（Hachette Books）に改称され、『クラウン・アーキタイプ』の編集長のマウロ・ディプレタ（Mauro DiPreta）が新ユニットのヴァイスプレジデント兼出版者に指名された。
2017年10月12日、アシェット・ブック・グループは、ハーヴェイ・ワインスタインの性的虐待疑惑により、インプリント「ワインスタインブックス」を廃止し、そのスタッフとタイトルをアシェットブックスに移管した。
2015年1月8日、Black Dog & Leventhal（BD&L）がアシェット・ブック・グループに買収されてアシェットブックスのインプリントとなり、J・P・レーベンサールは1992年に設立したインプリントの出版者としての地位を継続した。2017年10月17日のレーベンサールの引退表明に伴い、BD&Lのインプリントはランニングプレスに移管された。
2018年、アシェットブックスはペルセウス・ブックス・グループのインプリントとなり、出版者のディプレタはアシェットブックスから転籍した。同時に、ダカーポプレスとダカーポ・ライフロングもアシェットブックスの一部となった。
2019年4月8日、ペルセウス・ブックス・グループはディズニー・パブリッシングのメアリー・アン・ネープルズ（Mary Ann Naples）をアシェットブックスのヴァイスプレジデント兼出版者として採用した。

## ベストセラー
- The Last Lecture（最後の授業）ランディ・パウシュ
- Scar Tissue アンソニー・キーディス
- The Ghost and the Goth ステイシー・カデ（英語版）
- The Five People You Meet in Heaven（天国の五人）ミッチ・アルボム
- Always Looking Up by マイケル・J・フォックス
- Jamie’s Food Revolution ジェイミー・オリヴァー[3]
- The Middle Place ケリー・コリガン（英語版）[3]
- Monsters of Templeton ローレン・グロフ[3]
- The Tender Bar J・R・モーリンガー（英語版）[3]
- The Domestic Goddess ナイジェラ・ローソン[3]
- Don't Stand Too Close to a Naked Man（1994）ティム・アレン
- The Beardstown Ladies' Common-Sense Investment Guide（1995）
- Dixie City Jam ジェイムズ・リー・バーク
- Wayne's World マイク・マイヤーズ
- "Regis & Kathie Lee"
  - "Cooking with . . ."
  - "Entertaining with . . ."
- "Birnbaum's Walt Disney World"
- "Hope's Boy" アンドリュー・ブリッジ（英語版）
- Pulp Fiction screenplay via Miramax[1]
- Percy Jackson & the Olympians（パーシー・ジャクソンとオリンポスの神々）、The Heroes of Olympus（オリンポスの神々と7人の英雄）、The Kane Chronicles（ケイン・クロニクル）、Magnus Chase and the Gods of Asgard（リック・ライアダン）
- Artemis Fowl（アルテミス・ファウル）オーエン・コルファー
- The War on Normal People（普通の人々の戦い）アンドリュー・ヤン